# Oda a la restauración Shōwa
La «Oda a la restauración Shōwa» (昭和維新の歌 shōwaishin no uta) es una canción de 1930 compuesta por el oficial naval japonés Taku Mikami. Esta pieza fue concebida como himno para los jóvenes oficiales del Incidente del 26 de febrero.
Esta canción, a través de diversas metáforas, apela fuertemente a imágenes religiosas y naturales. El trasfondo de esta era el interés por un glorioso resurgir de Japón, haciendo frecuentes alegorías al mismo.

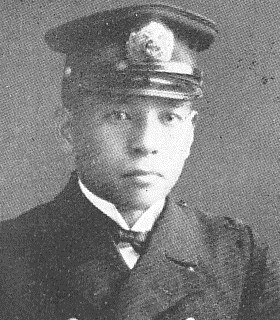
Fotografía de Taku Mikami, julio de 1933

## Trasfondo
La Restauración Shōwa fue un movimiento promovido por el autor japonés Ikki Kita, con el objetivo de restaurar en el poder al recientemente destronado emperador Hirohito y, por consecuente, poner fin a la era Taishō. Los objetivos de la Restauración Shōwa eran similares a los de la Restauración Meiji, pues quienes lo idearon lo hicieron pensando en un pequeño grupo de personas cualificadas defendiendo la restauración en el trono de un emperador poderoso. Este objetivo era el mismo que el de la Sakurakai.
El incidente del 26 de febrero fue uno de tantos intentos de llevar a cabo dicha restauración, pero fracasó enormemente por la imposibilidad de asegurar apoyo suficiente al emperador.
A pesar de que todos los intentos fallaron, este fue el primer paso para el auge del militarismo japonés.

## Letra
| Letra en español | Letra en japonés                                                              |
| --- | ----------------------------------------------------------------------------- |
| Furiosas olas surgen de las profundidades del río Miluo El pico del monte Wu es brumoso con arremolinadas nubes Solo me mantengo en pie en este turbio mundo Mi sangre hierve con una justificada ira                             | 汨羅の淵に波騒ぎ 巫山の雲は乱れ飛ぶ 混濁の世に我れ立てば 義憤に燃えて血潮湧く |
| La élite adinerada está obligada únicamente a tener riquezas y estatus No pensando en su tierra y su esperanza Altos y poderosos son los zaibatsus y sus semejantes En ninguna parte de sus corazones está nuestra tierra y grano | 権門上に傲れども 国を憂ふる誠なし 財閥富を誇れども 社稷を思ふ心なし           |
| Ay, esta prospera nación está muriendo Las masas bailan ciegamente en su mundo En esta pesadilla, un estruendo político El mundo se reduce a una estación                                                                         | ああ人栄え国亡ぶ 盲たる民世に踊る 治乱興亡夢に似て 世は一局の碁なりけり       |
| Bajo el cielo primaveral de la restauración Showa Bravos hombres forjan su justicia en una sola Millones de tropas tienen listos sus pechos Listos para caer como diez mil flores de cerezo                                       | 昭和維新の春の空 正義に結ぶ丈夫が 胸裡百万兵足りて 散るや万朶の桜花           |
| Trascendiendo la cáscara de huesos destrozados Un cuerpo sobre las finas nubes Manteniéndose de pie preocupado por su patria Comienza la oda del hombre justo                                                                     | 古びし死骸乗り越えて 雲漂揺の身は一つ 国を憂ひて立つからは 丈夫の歌なからめや |
| Ya sean los gritos del cielo o los llantos de la tierra El rugido de la época está tronando ahora Del sueño de la gente, pasado infinito del kalpa ¡Levanta, Japón, a la luz de esta mañana!                                      | 天の怒りか地の声か そもただならぬ響あり 民永劫の眠りより 醒めよ日本の朝ぼらけ |
| Nubes de tormenta se reúnen en los nueve cielos Escucha las olas de los cuatro mares rugir La hora de la revolución ha llegado Barriendo Japón como los vientos del ataredecer                                                    | 見よ九天の雲は垂れ 四海の水は雄叫びて 革新の機到りぬと 吹くや日本の夕嵐       |
| Oh, vasto cielo y tierra Laberinto que el hombre perdido habrá de recorrer De los esplendores y alabanzas en esta tierra polvorienta ¿De quién es el alto castillo que aún se puede ver?                                          | ああうらぶれし天地の 迷ひの道を人はゆく 栄華を誇る塵の世に 誰が高楼の眺めぞや |
| La fama y la gloria no son más que los productos de un sueño. Lo que es inmutable es solo la verdad Sintiendo la voluntad y el espíritu de la vida mortal. ¿Quién tiene las llaves del fracaso o del éxito?                       | 功名何ぞ夢の跡 消えざるものはただ誠 人生意気に感じては 成否を誰かあげつらふ   |
| Una oda trágica, el dolor en la despedida Aquí la pesada elegía encuentra su fin Juntando nuestros corazones dibujamos nuestras espadas Un creciente barrido, un baile de sangre                                                  | やめよ離騒の一悲曲 悲歌慷慨の日は去りぬ われらが剣今こそは 廓清の血に躍るかな |